# Мироновка (Чистоозерний район)
Мироновка (рос. Мироновка) — село у Чистоозерному районі Новосибірської області Російської Федерації.
Входить до складу муніципального утворення Павловська сільрада. Населення становить 129 осіб (2010).

## Історія
Згідно із законом від 2 червня 2004 року органом місцевого самоврядування є Павловська сільрада.

## Населення
| 2002 | 2007 | 2010 |
| ---- | ---- | ---- |
| 210  | ↘192 | ↘129 |